# Марко Балабанов
Марко Димитриев Балабанов е български юрист и политик (от Консервативната партия, после от Прогресивнолибералната партия), първи външен министър на България (през 1879 и от 1883 до 1884 г.) и председател на XI обикновено народно събрание през 1901 г..

## Биография

### Младежки години
Марко Балабанов е роден през 1837 година в Клисура, в семейство на абаджия. Първоначално учи в килийното училище в родното си село, а след това завършва, със съдействието на митрополит Константий Бурсенски, гръцкото богословско училище на остров Халки. През следващите години следва право в Атина, медицина в Париж, философия в Хайделберг, като завършва право в Париж.
От 1870 година работи като адвокат и журналист в Цариград, където съдейства за създаването на независимата Българска екзархия. В 1871 година Балабанов е представител от Пловдивската епархия на Църковно-народния събор в османската столица, като е избран за секретар на Светия синод. Той е сред делегатите, подписали на 14 май 1871 година новоприетия устав на Екзархията.
Редактор е на списание „Читалище“ до 1871 година и на вестник „Век“ в Цариград (1874 – 1876). През есента на 1876 година, заедно с Драган Цанков, предприема обиколка в Европа, за да представи тежкото положение на българския народ след Априлското въстание.

### Професионална дейност

#### 1876 – 1889 г.
По време на Временното руско управление Балабанов е вицегубернатор на Свищов и Русе (1878 – 1879), народен представител от консервативното крило в Учредителното събрание и външен министър в първото правителство на България, водено от Тодор Бурмов. През следващите години е дипломатически представител в Османската империя (1880 – 1883). През 1882 година Балабанов преминава към воденото от Драган Цанков крило на Либералната партия, обособило се през 1884 година в Прогресивнолиберална партия. През 1883 – 1884 година отново е външен министър – във втория и в третия кабинет на Драган Цанков.

#### 1889 – 1905 г.
Марко Балабанов преподава гръцки език и гръцка литература (1889 – 1898) и римско, византийско и канонично право (1892 – 1902) в новосъздаденото Висше училище, днес Софийски университет „Свети Климент Охридски“. От 1881 г. е дописен, а от 1884 г. – редовен член-кореспондент на Българското книжовно дружество (днес Българска академия на науките). През 1902 – 1903 г. е дипломатически представител в Румъния, а през 1905 г. – в Гърция. Председател е на клона на държавните науки и на философско-обществения клон на БКД и БАН. През 1896 – 1897 г. е декан на Юридическия факултет на Софийския университет.
Прадядо е на българския писател и сценарист Георги Данаилов.
Марко Балабанов умира на 16 юни 1921 г. в София според Данаил Крапчев „в немотия“=

## Памет
На Марко Балабанов са наречени улици в София (Карта) и Варна. 
Има улица ,,Марко Балабанов" и в родния му град Клисура. Както и чешма с беседка, и камък с метална плоча с писание в негова чест отново в Клисура.